# 淨值
淨值（Net worth）在會計上是指公司、团体、或个人的資產值減去負債，亦即公司償還所有負債後股東應佔的資產價值。資產淨值通常是以每一份股票的單位計算，例如某公司的每股資產淨值為一元，即每股能分到一元的資產。淨資產可適用於公司，個人，政府或經濟部門，如金融公司部門或整個國家。个人資產淨值常常用来测量身价。